# 基列克斯科耶湖
56°06′43″N 84°13′53″E / 56.11194°N 84.23139°E
基列克斯科耶湖（俄语：Кирекское），是俄羅斯的湖泊，位於該國中南部托木斯克州，長1.45公里、寬0.4公里，面積0.49平方公里，海拔高度110米，平均水深2.7米，最大水深7米。